# Агаронян, Рубен Микаэлович
Рубен Микаэлович (Михайлович) Агароня́н (арм. Ռուբեն Միքայելի Ահարոնյան; род. 24 мая 1947, Рига) — армяно-российский скрипач.
Народный артист Армянской ССР (1980), заслуженный деятель искусств Российской Федерации (2005). Лауреат Государственной премии Армянской ССР (1988) и Государственной премии Российской Федерации (2001).

## Биография
Родился 24 мая 1947 года в Риге.
В 1965 году победил на втором Закавказском конкурсе музыкантов-исполнителей (Тбилиси).
Окончил Московскую государственную консерваторию имени П. И. Чайковского по классу Ю. И. Янкелевича, затем аспирантуру у Л. Б. Когана.
В 1972 году победил в трудном Монреальском международном конкурсе исполнителей, в 1974 году на пятом Международном конкурсе имени Чайковского разделил второе место с Юджином Фодором и Русудан Гвасалия (первая премия в этот раз не присуждалась).
C 1971 года преподавал в Ереванской государственной консерватории имени Комитаса, профессор. С 1982 года руководил Государственным камерным оркестром Армении.
В 1996 году переехал в Россию и занял место первой скрипки в Квартете имени Бородина.

## Награды

### Звания
- Народный артист Армянской ССР (3.06.1980)[2].
- Заслуженный деятель искусств Российской Федерации (06.06.2005) — за заслуги в области искусства[3].

### Ордена и медали
- Орден Почёта (18.01.2000) — за большой вклад в развитие музыкального искусства[4].
- Орден Дружбы народов (22.08.1986).
- Медаль Мовсеса Хоренаци (1996).
- Золотая медаль Министерства культуры Республики Армения (2012).

### Премии
- 1-я премия Закавказского конкурса музыкантов-исполнителей (Тбилиси, 1965).
- 2-я премия Всесоюзного конкурса музыкантов-исполнителей (Москва, 1965).
- 6-я премия Международного конкурса имени Чайковского (Москва, 1966).
- 2-я премия Международного конкурса исполнителей имени Джордже Энеску (Бухарест, 1970).
- 1-я премия Монреальского международного конкурса исполнителей (Монреаль, 1972).
- 2-я премия Международного конкурса имени Чайковского (Москва, 1974).
- Государственная премия Армянской ССР (1988).
- Государственная премия Российской Федерации (2001) — за концертные программы Государственного квартета имени А. П. Бородина, фестиваль «Квартетное искусство»[5].